# Caroline Jackson
Pour les articles homonymes, voir Jackson.
Caroline Jackson, née le 5 novembre 1946 à Penzance, est une femme politique britannique.
Membre du Parti conservateur, elle est députée européenne de 1984 à 2009. 